# آنا هانر
آنا هانر (ولدت في 20 نوفمبر 1989) هي عداءة مسافات طويلة ألمانية متخصصة في الماراثون. أنهت آنا وليزا الماراثون معًا جنبًا إلى جنب وبابتسامة على وجوههما في المركزين 81 و82. ولكن في وقت أقل بـ 15 دقيقة عن أفضل أرقامهما الشخصية. انتقد توماس كورشيلجن، المدير الرياضي الألماني، إنهاءهما المشترك علنًا، لكن الصورة حظيت بتقدير وسائل الإعلام. اتُهمتا بمحاولة جذب انتباه وسائل الإعلام وحصلتا على تغطية إعلامية أكبر من زميلتهما في الفريق، أنيا شيرل التي أنهت السباق أمامهما. قالت التوأمان إن الفكرة كانت من آنا. عندما أدركت أنه مع بقاء كيلومترين على النهاية قد تلحق بليزا، تسارعت للحاق بها. ولم يكن المدير الرياضي للاتحاد الألماني لألعاب القوى توماس كورشيلجن متحمسا أيضا للوضع واتهم التوأم باستغلال السباق الأولمبي كفرصة لالتقاط الصور، ولا ينبغي للعلاقات العامة أن تأخذ الأولوية على مصالح المنتخب الوطني الألماني."
بسبب سلوكهما في الألعاب الأولمبية كان حضورها أختها غير مرغوب فيه للمشاركة في ماراثون فرانكفورت 2016.

## نشأتها

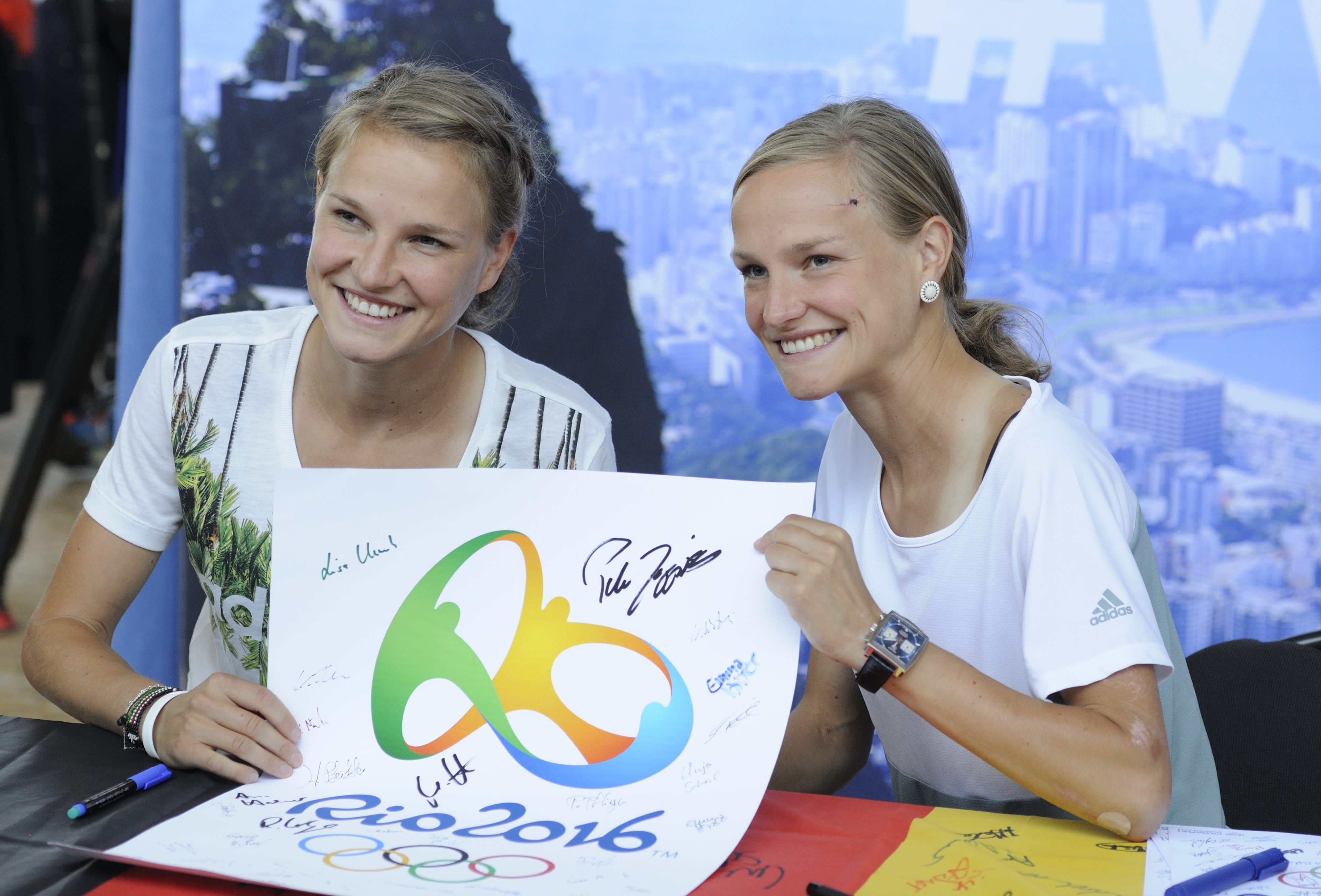
التوأمان ليزا و آنا هانر قبل دورة الألعاب الأولمبية في هانوفر في ألمانيا

ولدت آنا وأختها التوأم ليزا هانر في 20 نوفمبر عام 1989. نشأت آنا هانر في منطقة نوستال في ريميلس، وقد استلهمتا فكرة الجري لمسافات طويلة بعد سماع مقابلة مع الموسيقي والعداء الهواة جوي كيلي عندما كانا في السابعة عشرة من عمرهما.